# فلاديمير ريوريكوفيتش الرابع
فلاديمير ريوريكوفيتش الرابع هو ابن الأمير روريك روسليسلافيتش.أمير برياسلافل(1206—1213)،أمير سمولينسك(1214—1219)،الأمير المعظم في كييف (1223—1235, 1235—1236).
شارك في نضال ابيه ضد الأمير فسيفولود تشيرمني في اعوام 1206—1210.ترأس الحملة العسكرية ضد دوقية لتوانيا الكبرى في عام 1207.
شارك فلاديير في معركة على نهر كالكا،وبعد قتل الأمير مستيسلاف رومانوفيتش في هذه المعركة تولى فلاديمير روريكوفيتش عرش كييف.
مات في 3 مارس 1239 في يوم الغزو المغولي لمدينة بيريسلافل يوجني.